# بيتر غوين-جونز
بيتر غوين-جونز هو نَسَّاب وسياسي بريطاني، ولد في 12 مارس 1940 في كيب تاون في جنوب أفريقيا، وتوفي في 21 أغسطس 2010.